# Deane Leonard
Deane Joseph Leonard (Calgary, 20 novembre 1999) è un giocatore di football americano canadese che milita nel ruolo di cornerback per i Los Angeles Chargers della National Football League (NFL).

## Carriera

### Los Angeles Chargers
Leonard al college giocò a football all'Università di Calgary (2017-2019) e a Ole Miss (2020-2021). Fu scelto nel corso del settimo giro (236º assoluto) nel Draft NFL 2022 dai Los Angeles Chargers. Nella sua stagione da rookie disputò tutte le 17 partite partite, nessuna delle quali come titolare, mettendo a segno 5 tackle e un fumble forzato.